# Paige Briggs
Paige Briggs, coniugata Romine (13 dicembre 2000), è una pallavolista statunitense, schiacciatrice delle Grand Rapids Rise.

## Carriera

### Club
La carriera pallavolistica di Paige Briggs inizia nei tornei per scuole superiori del Michigan, giocando per la Lake Orion HS. In seguito entra a far parte della formazione universitaria della Western Kentucky, con cui è di scena in NCAA Division I dal 2019 al 2023. 
Fa il suo esordio da professionista disputando la Pro Volleyball Federation 2024 con le Omaha Supernovas, con cui vince lo scudetto. Nel corso della seguente annata sportiva, disputa prima l'Athletes Unlimited 2024 e poi la Pro Volleyball Federation 2025, indossando la casacca delle Grand Rapids Rise.

## Palmarès

### Club
- PVF: 1

2024

### Premi individuali
- 2023 - All-America Third Team